# Mustapha Doballah
Mustapha Doballah, né le 25 avril 1959 à Oran, est un ancien handballeur algérien,. Il évoluait au Mouloudia Club Oranais,.

## Biographie
En 2003, il est nommé adjoint de Brahim Boudrali  à la tête de l'Équipe d'Algérie

## Palmarès

### avec les Clubs
MC Oran
- Vainqueur du Championnat d'Algérie en 1983
- Vainqueur de la Coupe d'Algérie en 1984, 1986
- Finaliste de la Coupe d'Algérie en 1982, 1985
- Vainqueur du Championnat arabe des clubs champions en 1983, 1984
- Vainqueur de la Coupe d'Afrique des vainqueurs de coupes en 1987
  - Finaliste en 1988

IRB Alger
- Vainqueur de la Coupe d'Afrique des vainqueurs de coupes en 1989 (avec  IRB Alger)

### avec l'Équipe d'Algérie
Championnat d'Afrique
- Médaille de bronze du Championnat d'Afrique 1979
- Vainqueur du Championnat d'Afrique 1981
- Vainqueur du Championnat d'Afrique 1983
- Vainqueur du Championnat d'Afrique 1985
- Vainqueur du Championnat d'Afrique 1989

Championnats du monde
- 16e place au Championnat du monde 1982
- 16e place au Championnat du monde 1990

Jeux olympiques
- 12e place aux Jeux olympiques de 1984[6]

Jeux méditerranéens
- médaille d'argent aux Jeux méditerranéens de 1983 ( Maroc)
- 5eaux Jeux méditerranéens de 1991